# Hexatoma (Eriocera) substolida
Hexatoma (Eriocera) substolida is een tweevleugelige uit de familie steltmuggen (Limoniidae). De soort komt voor in het Neotropisch gebied.